# Alice Gibson
Pour les articles homonymes, voir Gibson.
Alice Gibson, née le 3 septembre 1923 et morte le 16 janvier 2021, est une bibliothécaire en chef du Belize, active dans le développement du système de bibliothèques du pays. Débutant sa carrière en tant que travailleuse sociale, elle s'intéresse à la promotion des bibliothèques. Elle obtient un diplôme du British Library Service et fonde des bibliothèques dans tout le pays. Elle travaille au lycée Pallotti à Belize City.

## Biographie
Alice Gibson est née le 3 septembre 1923 à Belize City, au Honduras britannique. Elle étudie à l'école primaire St. John's. Au début de sa carrière, elle travaille comme assistante sociale et aide à collecter des données sur la pauvreté au Belize, ainsi que les grossesses chez les adolescentes et le chômage.
Elle est bibliothécaire et est active dans le développement d'un système de bibliothèques pour le pays. Elle débute comme assistante bibliothécaire en 1955 et fonde des groupes de lecture pour filles. Elle est nommée bibliothécaire en 1961 et obtient le diplôme « Associate of the Library Association » de la British Library Association (ancien nom de la CILIP (en)).

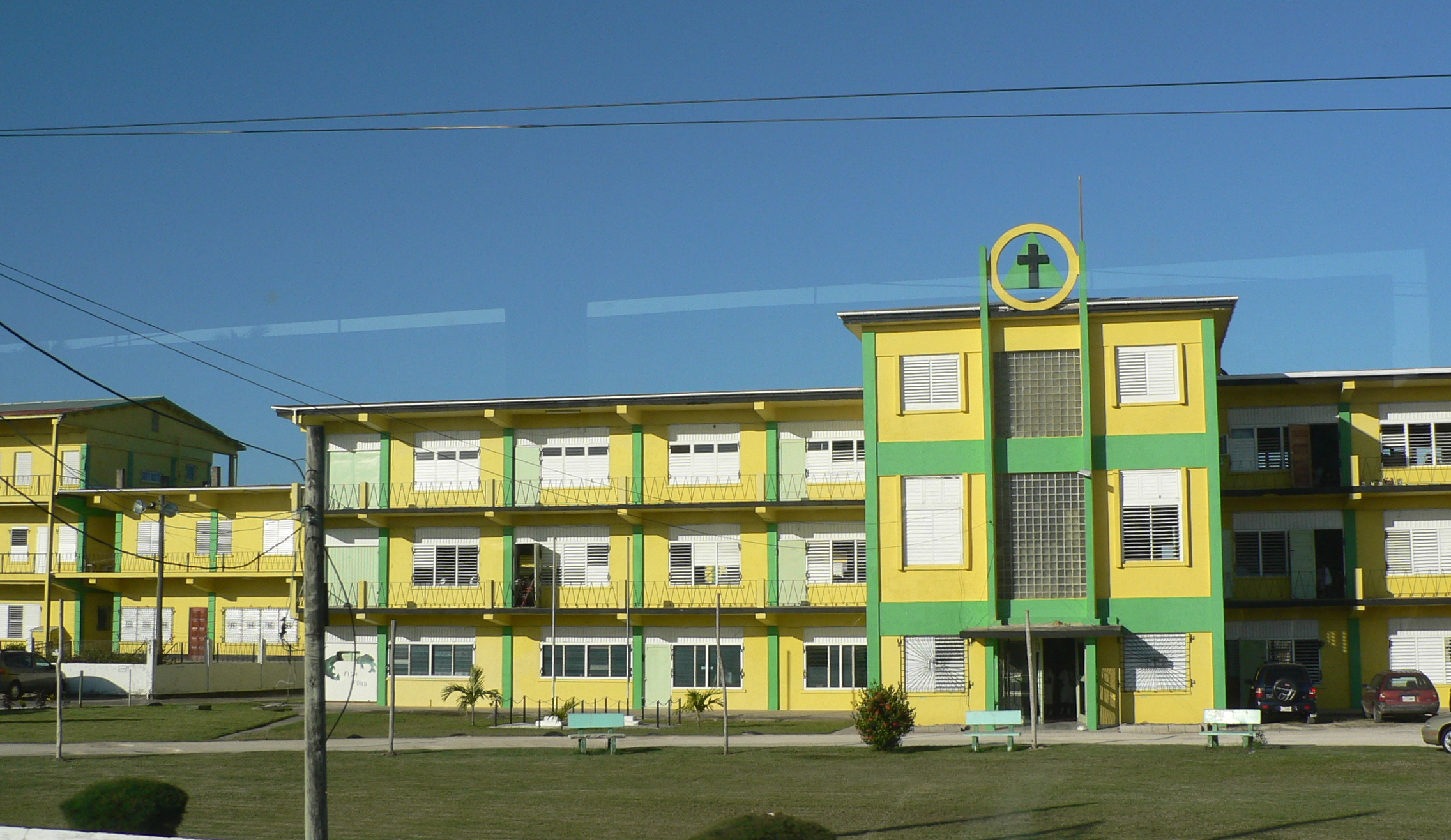
Lycée Pallotti pour filles à Belize City en 2006.

Gibson voyage dans le pays pour former le personnel et développer des bibliothèques en milieu rural, aidant à en établir plusieurs dizaines dans le pays. En 1976, elle est nommée bibliothécaire en chef du pays et conserve ce poste jusqu'à sa retraite en 1978,. Après sa retraite, Gibson retourne au travail et en 1993, elle est la bibliothécaire principale du National Library Service. Elle est ensuite directrice de la bibliothèque du lycée Pallotti pour filles de Belize City. En 2006, elle est honorée, avec d'autres bibliothécaires en chef, pour sa contribution au développement des bibliothèques au Belize.
Elle meurt en janvier 2021 à l'âge de 97 ans.